# PalaCarnera
Il palasport Primo Carnera è il principale palazzo dello sport della città di Udine.
È intitolato all'ex campione dei pesi massimi Primo Carnera che nacque a Sequals, in provincia di Pordenone.
L'impianto venne costruito nel 1970 in una zona verde del quartiere udinese dei Rizzi adiacente all'area in cui, pochi anni più tardi, fu edificato lo Stadio Friuli. Da allora ospitò, nel corso dei decenni, le partite dell'Associazione Pallacanestro Udinese e della Pallalcesto Amatori Udine che furono spesso impegnate nella massima serie e che in alcune annate si qualificarono anche per le coppe europee.
Attualmente il palazzetto ospita le gare casalinghe della squadra di pallacanestro maschile APU Udine, che partecipa al campionato di Serie A2, e della squadra femminile Libertas Sporting Basket School, anch'essa partecipante al campionato di Serie A2.
Nel 2011, con la mancata iscrizione della Pallalcesto Amatori Udine alla successiva Legadue, venne creata una nuova società (l'APU Udine per l'appunto) che ripartì dalle serie dilettantistiche, abbandonando il PalaCarnera per giocare al meno capiente PalaBenedetti.
A partire dal maggio 2015 il palasport fu interessato da un importante intervento di ristrutturazione, che riguardò il rifacimento della copertura, delle gradinate e del campo da gioco. Per questo motivo, l'APU Udine giocò a Cividale la stagione 2016-17, quella del ritorno del basket udinese in Serie A2.
L'impianto venne riaperto il 10 giugno 2017, in occasione delle finali nazionali maschili Under-18 di basket. Dalla stagione 2017-18, l'APU Udine disputa qui i propri incontri casalinghi.